# تاموژنیا
تاموژنیا (به لاتین: Tamozhnya) یک منطقه مسکونی در جمهوری آذربایجان است که در شهرستان نفت‌چاله واقع شده‌است.